# Пердомо, Чанс
Чанс Пердомо (англ. Chance Perdomo; 19 октября 1996, Лос-Анджелес, Калифорния, США — 29 марта 2024, Северная часть штата Нью-Йорк, Нью-Йорк, США) — британо-американский актёр, наиболее известный по фильму «Убийственный долг», а также по ролям Эмброуза Спеллмана в сериале Netflix «Леденящие душу приключения Сабрины» и Андре Андерсона в сериале «Поколение „Ви“».

## Биография

### Ранние годы
Чанс Пердомо родился в Лос-Анджелесе, штат Калифорния, 19 октября 1996 года. В детстве вместе с матерью он переехал в Саутгемптон в графстве Хэмпшир, Англия, где прошла его юность. У Пердомо было как британское, так и американское гражданство, а по материнской линии он имел латиноамериканские корни. Он посещал местную общественную школу Редбриджа, после окончания которой поступил в колледж Питера Саймондса в Уинчестере. Завершив обучение, Пердомо переехал в Лондон, где присоединился к труппе Национального молодёжного театра, а также стал посещать курсы в школе актёрского мастерства «Identity».

### Карьера
Актёрский дебют состоялся в 2017 году на телевидении в телесериале «Хетти Физер». За этим последовала главная роль в телефильме BBC Three «Убийственный долг» в 2018 году, за которую актёр был номинирован на премию Британской академии телевидения (BAFTA).
В феврале 2018 года было объявлено, что Пердомо получил постоянную роль — Эмброуза Спеллмана — в сериале Netflix «Леденящие душу приключения Сабрины». Согласно сообщениям, до этого Пердомо пробовался на роль Джагхеда Джонса в сериале «Ривердейл», но эта роль была отдана Коулу Спраусу. Пердомо, однако, впечатлил Роберто Агирре-Сакаса (создателя сериала) своим прослушиванием так, что Агирре-Сакаса написал роль Эмброуза Сабрины специально для актёра.
Впервые на большом экране Пердомо появился в 2021 году в мелодраматическом фильме «После. Глава 3» в роли Лэндона, а позднее и в четвёртой и пятой главах франшизы «После», также снятых при участии Чанса. Свою последнюю роль, Андре Андерсона, актёр сыграл в телесериале «Поколение „Ви“», премьера которого состоялась 29 сентября 2023 года на стриминговом сервисе «Amazon Prime Video». После его смерти производство второго сезона телесериала было отложено на неопределённый срок.

### Смерть
Пердомо погиб 30 марта 2024 года в возрасте 27 лет в результате аварии на мотоцикле, когда ехал через северную часть штата Нью-Йорк по пути в Торонто для участия в съёмках второго сезона сериала «Поколение „Ви“». По данным местных властей, актёр был единственным участником аварии.

## Фильмография
| Год       |     | Русское название                     | Оригинальное название                         | Роль             |
| --------- | --- | ------------------------------------ | --------------------------------------------- | ---------------- |
| 2016      | кор | Лонгфилд Драйв                       | Longfield Drive                               | Роделл           |
| 2017      | кор | Важность ухода за кожей              | The Importance of Skin                        | Райан            |
| 2017      | кор | Искусство пробовать                  | The Art of Trying                             | Патрик           |
| 2017      | с   | Хэтти Фезер                          | Hetty Feather                                 | Генри Гудолл     |
| 2018      | с   | Шекспир и Хэтэуэй: Частные детективы | Shakespeare & Hathaway: Private Investigators | Хэмиш Кингли     |
| 2018      | тф  | Убийственный долг                    | Killed by My Debt                             | Джером Роджерс   |
| 2018      | с   | Убийства в Мидсомере                 | Midsomer Murders                              | Лео Скотт        |
| 2018—2020 | с   | Леденящие душу приключения Сабрины   | Chilling Adventures of Sabrina                | Эмброуз Спеллман |
| 2021      | ф   | После. Глава 3                       | After We Fell                                 | Лэндон Гибсон    |
| 2022      | ф   | После. Долго и счастливо             | After Ever Happy                              | Лэндон Гибсон    |
| 2022      | мс  | Долина Муми-троллей                  | Moominvalley                                  | Шорк             |
| 2023      | ф   | После. Навсегда                      | After Everything                              | Лэндон Гибсон    |
| 2023      | с   | Поколение «Ви»                       | Gen V                                         | Андре Андерсон   |
|           | ф   | Плохой человек                       | Bad Man                                       |                  |

### Радио
| Год  | Название | Роль  | Примечания |
| ---- | -------- | ----- | ---------- |
| 2020 | Шифровка | Бенни | [ 24 ]     |